# Saula curvipes
Saula curvipes es una especie de coleóptero de la familia Endomychidae.

## Distribución geográfica
Habita en Palawan (Indonesia).